# Escucha (fortificación)
En arquitectura militar, se llaman escuchas a las pequeñas galerías en forma de radios que se hacen de distancia en distancia al frente del glacis de las fortificaciones de una plaza. 
Las escuchas se reúnen en una galería mayor que les sirve de punto céntrico, situada paralelamente en el camino cubierto. Sirven para reconocer, interrumpir y detener a los minadores enemigos en sus trabajos subterráneos.